# 天富站

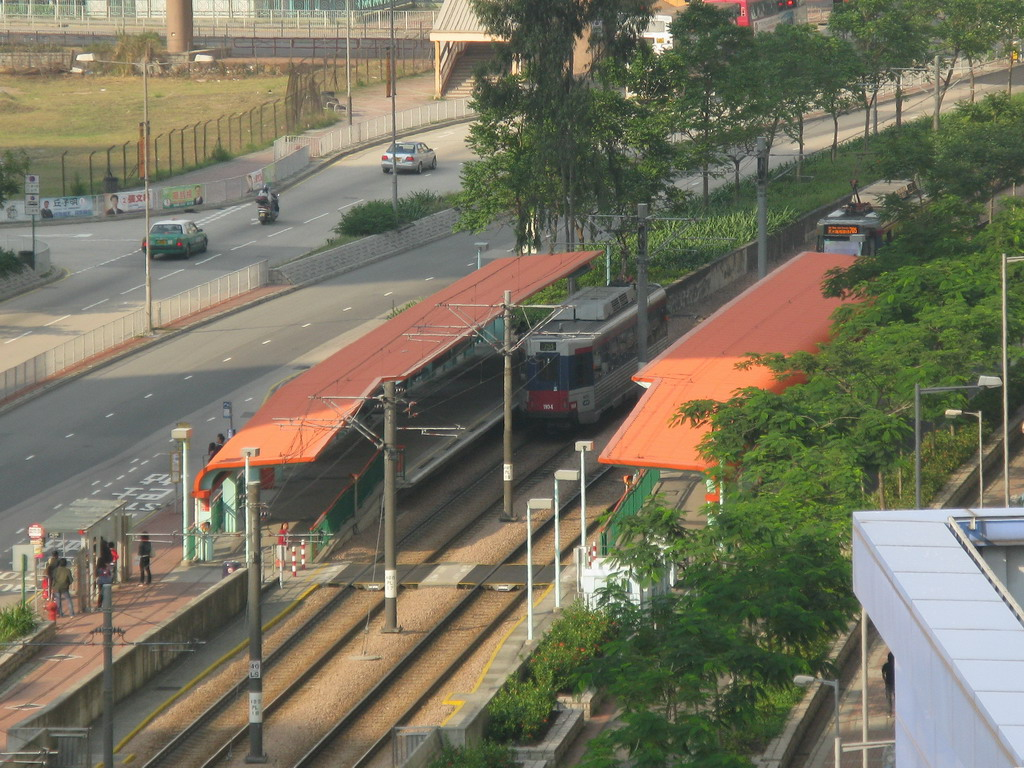
天富站（2007年）

天富站（英語：Tin Fu Stop）是港鐵輕鐵的一個車站，車站編號是480，屬於單程車票第5A收費區。該站為天富及周邊地區居民提供服務。天富站與頌富站為距離最近的輕鐵站。

## 車站結構

### 車站樓層
| 地面              | 出口 | 天瑞路、天恩邨 |   |  |
| 地面              | 月台 | \| 側式 · 開左邊车门 \| \| \| \| \| \| \| \| 輕鐵706綫天水圍循環綫（天逸） 輕鐵751綫往天逸（終點站） 輕鐵751P綫往天逸（終點站） 輕鐵761P綫往天逸（終點站） \| 1 \| \| \| \| 2 \| 輕鐵705綫天水圍循環綫（頌富） 輕鐵751綫往友愛（頌富） 輕鐵751P綫往天水圍（頌富） 輕鐵761P綫往元朗（頌富） \| \| \| \| 側式 · 開左邊车门 \| \| \| \| \| |   |  |
| 地面              | 出口 | 天富苑 |   |  |
| 側式 · 開左邊车门 |      | |   |  |
|                   |      | 輕鐵706綫天水圍循環綫（天逸） 輕鐵751綫往天逸（終點站） 輕鐵751P綫往天逸（終點站） 輕鐵761P綫往天逸（終點站） | 1 |  |
|                   | 2    | 輕鐵705綫天水圍循環綫（頌富） 輕鐵751綫往友愛（頌富） 輕鐵751P綫往天水圍（頌富） 輕鐵761P綫往元朗（頌富） |   |  |
| 側式 · 開左邊车门 |      | |   |  |

### 利用狀况
由於附近有五所學校及大型屋邨，所以在繁忙時間擠滿了上班上學的人。在非繁忙時間中人流較為稀疏。

## 車站周邊
- 天富苑
- 天恩邨
- 天恩邨服務設施大樓
- 欣富閣巴士站
- 和富慈善基金李宗德小學
- T Town
- 天恩商場
- 天水圍香島中學
- 天睴路體育館
- 天暉路社區會堂

## 外部連結
- 港鐵公司－輕鐵街道圖 （页面存档备份，存于）
- 港鐵公司－輕鐵行車時間表 （页面存档备份，存于）
- 香港鐵路大典上的相关条目：天富站